# Simeon Cuba Sarabia
Simeón Cuba Sanabria, noto anche come Willy (Cochabamba, 15 gennaio 1935 – La Higuera, 9 ottobre 1967), è stato un rivoluzionario boliviano, membro della colonna dell'Esercito di liberazione nazionale boliviano guidata da Che Guevara in Bolivia.
Morì assassinato assieme a Che Guevara nella scuola de La Higuera, dove erano stati imprigionati.

## Biografia
Nato nella regione di Cochabamba in Bolivia, divenne uno dei leader dei minatori delle miniere di stagno di Huanuni e fece parte del sindacato dei lavoratori delle miniere locali, servendo sia come segretario organizzativo sia come segretario delle milizie del sindacato. Cuba Sarabia aderì al Partito comunista di Bolivia (PCB), ma si dimise nel 1965 per diventare membro del partito marxista-leninista boliviano, favorevole alla lotta armata. Quando esortò il gruppo a mettere in pratica i principi propugnati, fu espulso insieme a Moisés Guevara. Fu Moisés Guevara a portarlo nell'Esercito di liberazione nazionale guidato da Che Guevara, nel marzo 1967.
L'8 ottobre 1967, quando la guerriglia si lanciò nella battaglia a Quebrada del Yuro, Willy era al comando del gruppo "centrale" quando i guerriglieri cercarono di rompere l'accerchiamento dell'esercito. Mentre il gruppo cercava di uscire dal vallone,  Guevara fu ferito ad una gamba da una raffica di mitra a poca distanza. Willy ritornò sui suoi passi per aiutare il comandante e lo aiutò a recarsi fuori dalla linea di fuoco nemica.

## Esecuzione
I rangers trovarono Guevara e Willy vicino al villaggio di La Higuera, dove furono imprigionati durante la notte, in camere separate, in un piccolo edificio scolastico. Il giorno successivo, dopo l'ordinanza emessa dal presidente boliviano René Barrientos che confermava l'esecuzione, il comandante inviò nella scuola una squadra di esecuzione composta da tre soldati. i soldati entrarono prima nella stanza in cui era imprigionato Willy e lo uccisero con diverse raffiche di mitragliatrice. Prima di morire, Willy riuscì a gridare: "Sono orgoglioso di morire accanto al Che!". Furono probabilmente le ultime parole sentite da Che Guevara, che fu giustiziato in modo simile poco dopo.

## Sepoltura
Le forze armate boliviane si rifiutarono di dare informazioni su quanto avevano fatto con i resti di Cuba Sarabia. Quasi trent'anni dopo la sua morte, il 28 giugno 1997, una squadra forense cubana scoprì il suo scheletro nella stessa fossa comune, situata lungo la pista ausiliaria dell'aeroporto Vallegrande, che conteneva i resti di Che Guevara e di altri cinque guerriglieri. I resti di Willy furono trasferiti a Cuba insieme a quelli degli altri combattenti e, il 17 ottobre 1997, sepolti con tutti gli onori militari nel Mausoleo di Che Guevara nella città di Santa Clara.